# Élection présidentielle américaine de 2008 en Alaska
L'élection présidentielle américaine de 2008 en Alaska a lieu le 4 novembre 2008 comme dans les 49 autres États qui composent les États-Unis ainsi que le district de Columbia. Les électeurs alaskains choisissent des grands électeurs pour les représenter dans le collège électoral à travers un vote populaire. L'Alaska dispose en 2008 de 3 grands électeurs. L'État donne l'ensemble de ses grands électeurs au candidat du Parti républicain, le sénateur de l'Arizona John McCain, dont la colistière était Sarah Palin, qui occupait alors la fonction de gouverneur de l'Alaska. 
Le candidat vainqueur de ce scrutin dans tout le pays sera néanmoins le candidat démocrate Barack Obama qui occupera la présidence des États-Unis du 20 janvier 2009 au 20 janvier 2017, ayant été réélu en 2012. 